# Pleonotoma castelnaei
Pleonotoma castelnaei là một loài thực vật có hoa trong họ Chùm ớt. Loài này được (Bureau) Sandwith miêu tả khoa học đầu tiên năm 1958.